# Winterberg-Tunnel
Koordinaten: 49° 27′ 7″ N, 3° 47′ 15″ O
Der Winterberg-Tunnel (auch Winterberg-Stollen) ist ein Tunnel bei Craonne im französischen Département Aisne, der während des Ersten Weltkriegs Schauplatz einer Tragödie war, in der mehr als 250 Soldaten lebendig begraben wurden.

## Lage
Der Tunnel liegt im Arrondissement Laon im Département Aisne in der Region Hauts-de-France. Der Eingang befindet sich nahe der für den Höhenzug namensgebenden Straße (Chemin des Dames = Damenweg; heute Departementsstraße D18) unter dem Plateau de Californie auf dem Gemeindegebiet von Oulches-la-Vallée-Foulon bei Craonnelle.

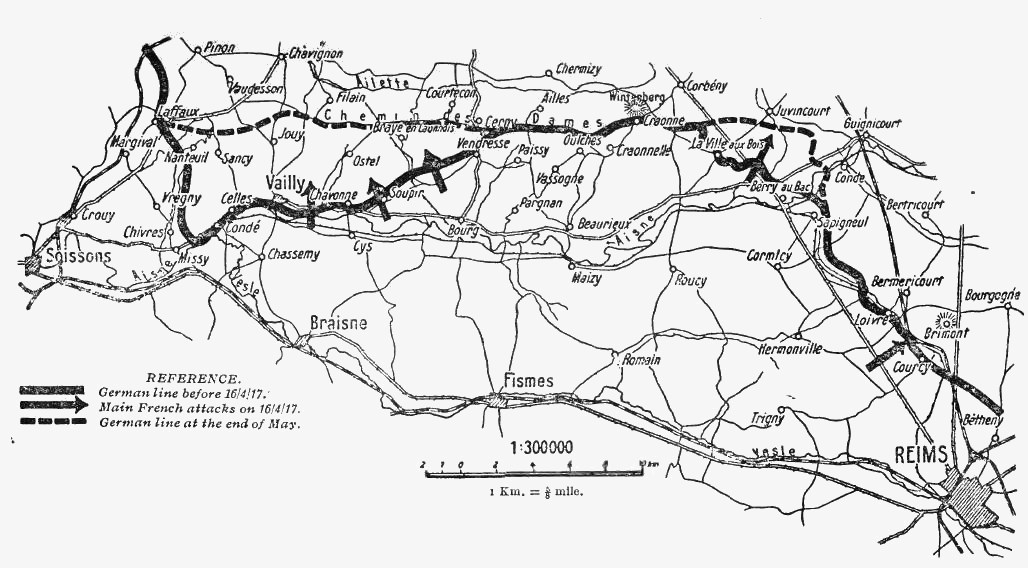
Winterberg am Chemin des Dames, die deutsche Frontlinie Ende Mai 1917

Der Tunnel liegt wie der gesamte Chemin des Dames in der „Roten Zone“ des Ersten Weltkriegs, einem Bereich, der durch monatelangen starken Artilleriebeschuss völlig verwüstet wurde.

## Geschichte
Der Winterberg-Tunnel wurde 1917 als Regiments-Gefechtsstand erbaut. Er bestand aus drei Tunneln mit jeweils einem eigenen Eingang. Diese drei Tunnel vereinigten sich in einiger Entfernung zu einem, welcher zu einem rückwärtigen Ausgang führte. Das Tunnelsystem befand sich in einer Tiefe von ca. 15 bis 20 Metern unter der Erdoberfläche.
Im Frühjahr 1917 war das Badische Reserve-Infanterie-Regiment Nr. 111 als Teil des Generalkommandos 65 der Gruppe Sissonne innerhalb der 7. Armee unterstellt. Es rückte am 21. April des Jahres in seine neuen Stellungen um Craonne ein. Den Abschnitt Ost der fast 1200 Meter langen Frontlinie übernahm das I. Bataillon, den Abschnitt West das II. Bataillon, hinter dem Zentrum stand das III. Bataillon. Der Regimentsstab mit seinem am 1. Mai eingetroffenen neuen Major Karl Wilhelm Schüler, der III. Bataillonsstab mit Teilen der 10., 11. und 12. Kompanie sowie einige MG-Mannschaften suchten Schutz im Winterberg-Tunnel, der etwa 250 Meter in den Berg hineinführte und noch nicht fertig gestellt war. Er diente vor allem als Ruheraum für die Reserven, mit denen dem erwarteten feindlichen Angriff begegnet werden sollte. Während der zweiten Schlacht an der Aisne am 4. Mai 1917 brachte eine französische Granate am Eingang des Stollens gelagerte Infanterie- und Leuchtspurmunition zur Explosion, Rauch und giftige Gase drangen in den Tunnel ein.
Nur ein kleiner Teil der Soldaten und Offiziere im Tunnel konnte sich selbst retten, 100 bis 150 Soldaten waren eingeschlossen.
Der Adjutant des Pionierkommandeurs, welcher zur Erkundung zum Unglücksort entsandt wurde, meldete:

„Rund 100 Mann der Infanterie, ein Unteroffz. und 10 Pioniere, wahrscheinlich auch 1 Offz. und einige Mann der M.W.Kp. 228, konnten den Tunnel, der stark qualmte, nicht mehr verlassen. Ein Rettungstrupp drang bis zum Haupttunnel durch einen Notausgang ein. Auf diesem Wege wurde nur ein toter Infanterist gefunden. Munition detonierte dauernd weiter. Die Leute konnten wegen des dicken Qualmes trotz elektrischer Grubenlampen nichts mehr erkennen. Die Hitze soll unerträglich gewesen sein. Der Haupteingang des Winterberg-Tunnels wurde weiterhin dauernd mit schweren Kalibern beschossen, sodass auch ein Freimachen des Eingangs unmöglich war.“

Zwei Verschüttete, die Soldaten August Berthold Kreiner und Karl Feßer, berichteten in Augenzeugenberichten, dass die meisten eingeschlossenen Soldaten Suizid begangen hätten oder vor Durst gestorben seien. August Berthold Kreiner konnte sich mit vier Kameraden nach zwei Tagen selbst retten. In den folgenden Tagen konnten noch weitere Männer, darunter Karl Leopold Feßer, befreit werden.

## Entdeckung
Der Tunnel wurde im Januar 2020 von Raubgräbern wiederentdeckt. Alain Malinowski, Bürgermeister von Orainville, hatte nach eigenen Aussagen 25 Jahre lang vergeblich in Archiven recherchiert, um den Eingang zu finden. Entdeckt wurde er schließlich von einem Team von Enthusiasten, die keine Erlaubnis für Grabungen hatten. Sein Sohn Pierre Malinowski organisierte die illegalen Grabungen bei Nacht, um den Tunnel mit einem Bagger frei zugänglich zu machen. Die illegalen Grabungen wurden nicht dokumentiert, und für Historiker wichtige Spuren sind dabei vernichtet worden.
Im Juni und im Dezember 2020 untersuchte und kartierte ein Georadar-Team aus Deutschland in Zusammenarbeit mit dem Volksbund Deutsche Kriegsgräberfürsorge und dessen französischen Partnerorganisationen Office national des anciens combattants et victimes de guerre (ONAC) und DRAC das Gelände unter Einsatz moderner geodätischer Methoden. Inzwischen wird das Gelände durch Militär und mit Videokameras überwacht, um den Plünderungsversuchen ein Ende zu setzen. Am 28. April 2021 sollte der Tunnel von deutschen und französischen Archäologen geöffnet werden, um die 275 darin verstorbenen Soldaten zu beerdigen. Allerdings war bis zu diesem Termin der Tunneleingang noch nicht aufgefunden. Nach Munitionsfunden am 29. April 2021 wurde die Suchaktion aus Sicherheitsgründen bis auf Weiteres eingestellt.
Bei einer dreitägigen Sondierung vom 2. bis 5. Mai 2022 ist es dem Volksbund und seinen französischen Partnern gelungen, den Winterberg-Tunnel zu entdecken und mit einer Kamera zu sondieren.
Ende Oktober 2022 wurde bekannt, dass keine Bergung der Leichen mehr geplant ist, da nach Angaben des Auswärtigen Amtes „eine Bergung der im Winterbergtunnel ruhenden Kriegstoten nur mit sehr hohem Aufwand möglich wäre“. Beim Tunnel soll ein Gedenkstein errichtet werden. Im Jahr 2023 wurde der Tunnel zur Kriegsgräberstätte ernannt, und damit unter Schutz gestellt. Damit ist auch die dauerhafte Totenruhe ohne weitere Umbettungsversuche sichergestellt. 

## Gedenken

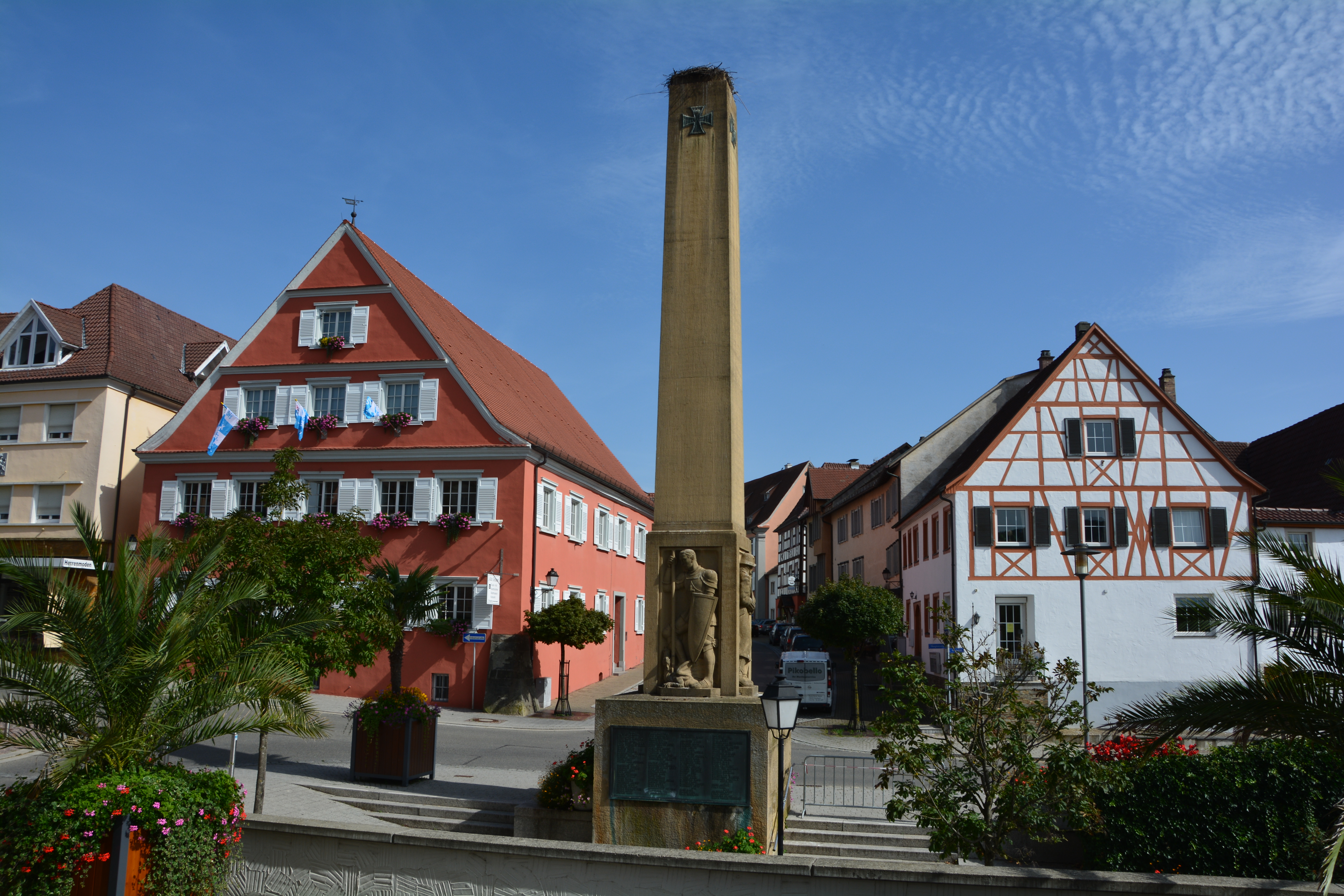
Denkmal in Stockach

1934 wurde vom Bildhauer Erwin Krumm ein Denkmal vor der Stadtkirche St. Oswald in Stockach errichtet. Ein weiterer Gedenkstein steht dort im Stadtpark.
Durch die Ernennung des Tunnels zur Kriegsgräberstätte ist ein weiterer Gedenkort geschaffen. 